# Jérôme D’Ambrosio
Jérôme D’Ambrosio (* 27. Dezember 1985 in Etterbeek) ist ein ehemaliger belgischer Automobilrennfahrer. Er gewann 2007 den ersten Meistertitel der Internationalen Formel Master und startete zwischen 2008 und 2010 in der GP2-Serie. 2011 und 2012 nahm er an insgesamt 20 Formel-1-Rennen teil. Von 2014 bis 2020 fuhr er in der FIA-Formel-E-Meisterschaft.

## Karriere

### Anfänge im Motorsport
Nach mehreren Jahren im Kartsport, wo er 2002 den World Cup in der Formel A gewann, wechselte D’Ambrosio 2003 in den Formelsport. Er fuhr zunächst in der belgischen Formel Renault 1.6. Mit Thierry Boutsen Racing gewann er die Fahrerwertung. Im gleichen Jahr fuhr er auch in der Formel König und wurde Vierter in der Gesamtwertung.
2004 wurde D’Ambrosio in das Renault-Förderprogramm aufgenommen. Er ging für Graff Racing in der französischen Formel Renault an den Start und wurde Vierter. Darüber hinaus fuhr er für Graff Racing im Formel Renault 2.0 Eurocup und erreichte den 15. Platz im Gesamtklassement in dieser Serie. 2005 trat D’Ambrosio für Euronova Racing in mehreren Rennserien an. In der italienischen Formel Renault wurde er Vierter. In der Winterserie dieser Meisterschaft erreichte er den dritten Platz. Im Eurocup wurde er erneut 15. Darüber hinaus fuhr er ein Rennen in der italienischen Formel 3000 und trat im GT-Sport zu einem Rennen der FIA-GT-Meisterschaft für Belgian Racing an.
2006 startete D’Ambrosio in der Formel Renault 3.5 für Tech 1 Racing. Nachdem er die ersten sieben Rennen ohne Punkte geblieben war, verließ er die Serie. Er kehrte darauf zu Euronova Racing zurück und startete in der Euroseries 3000, der ehemaligen italienischen Formel 3000. Bis auf zwei Rennen, bei denen er ausschied, kam er stets in die Top-5. Damit gelang es ihm, die Saison trotz des späten Einstiegs noch auf dem fünften Platz der Fahrerwertung zu beenden. Außerdem trat er erneut für Belgian Racing zu einem Rennen der FIA-GT-Meisterschaft an.
2007 fuhr D’Ambrosio in der neugegründeten Internationale Formel Master für Cram Competition. Er gewann fünf Rennen, erzielte 100 Punkte und wurde der erste Meister dieser neuen Rennserie. Er hatte 35 Punkte Vorsprung auf den zweitplatzierten Chris van der Drift.

### GP2-Serie
2008 wechselte D’Ambrosio in die GP2-Serie und wurde bei DAMS Teamkollege von Kamui Kobayashi. Zunächst startete er in der ersten Saison der GP2-Asia-Serie. Er erzielte zwei Podest-Platzierungen und belegte den elften Gesamtrang. Mit 12 zu 22 Punkten unterlag er intern Kobayashi. Anschließend ging er für DAMS in der regulären GP2-Serie an den Start. Im Sprintrennen auf dem Valencia Street Circuit erreichte er Platz zwei. Beim nächsten Sprintrennen in Spa-Francorchamps führte D’Ambrosio das Rennen bis zur letzten Runde, in der er von Pastor Maldonado überholt wurde, an. Am Ende wurde er wieder Zweiter. Zum Saisonende belegte D’Ambrosio mit 21 Punkten den elften Platz der Gesamtwertung. Damit setzte er sich gegen Kobayashi, der zehn Punkte erzielt hatte, durch. Darüber hinaus bestritt er zwei GT-Rennen für die Scuderia Latorre in der International GT Open.

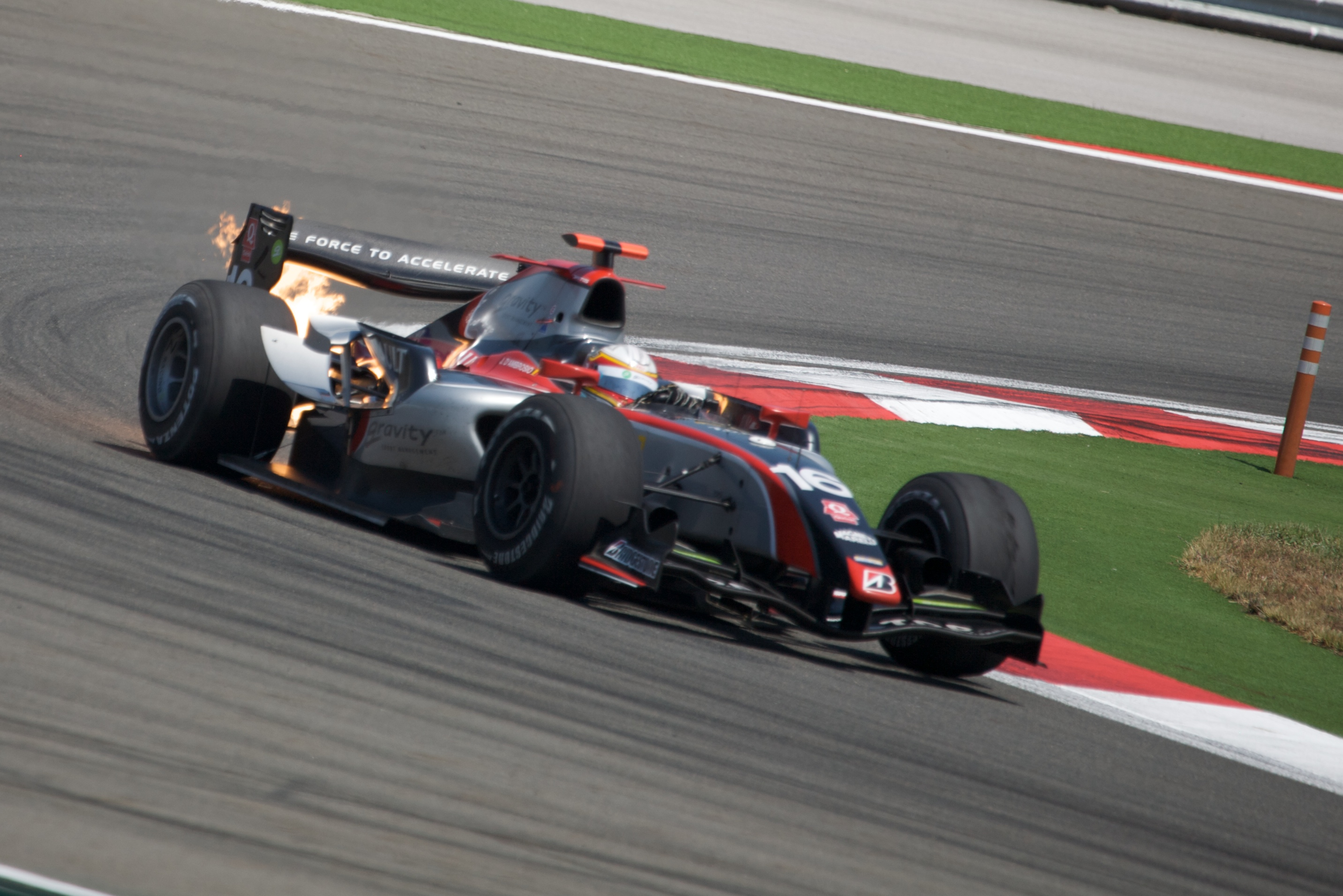
Jérôme D’Ambrosio in der GP2-Serie 2009

So wie sein Teamkollege Kobayashi ging auch D’Ambrosio in der GP2-Asia-Serie-Saison 2008/2009 und der GP2-Serie 2009 für DAMS an den Start. Nachdem D’Ambrosio nach fünf von sechs Rennwochenenden der GP2-Asia-Serie auf dem siebten Platz gelegen war, gelang ihm am letzten Rennwochenende in Sachir mit einem dritten und zweiten Platz der Sprung auf den zweiten Gesamtrang. Insgesamt erzielte D’Ambrosio vier Podest-Platzierungen, die er allesamt in Sachir einfuhr. Ein Rennsieg gelang ihm nicht. Zusammen mit seinem Teamkollegen Kobayashi, der den Meistertitel gewann, komplettierte D’Ambrosio das gute Gesamtergebnis für DAMS. In der regulären GP2-Serie stand D’Ambrosio dreimal auf dem Podium und schloss die Saison auf dem neunten Gesamtrang ab. Alle Podest-Platzierungen erzielte er innerhalb der ersten vier Rennen. D’Ambrosio entschied das interne Duell gegen Kobayashi mit 29 zu 13 Punkten für sich. In der Saison 2009 war er der Fahrer mit den meisten Punkten, der kein Rennen gewonnen hatte. Außerdem fuhr er 2009 zwei Rennen in der Formula Le Mans für DAMS, die er beide gewann.

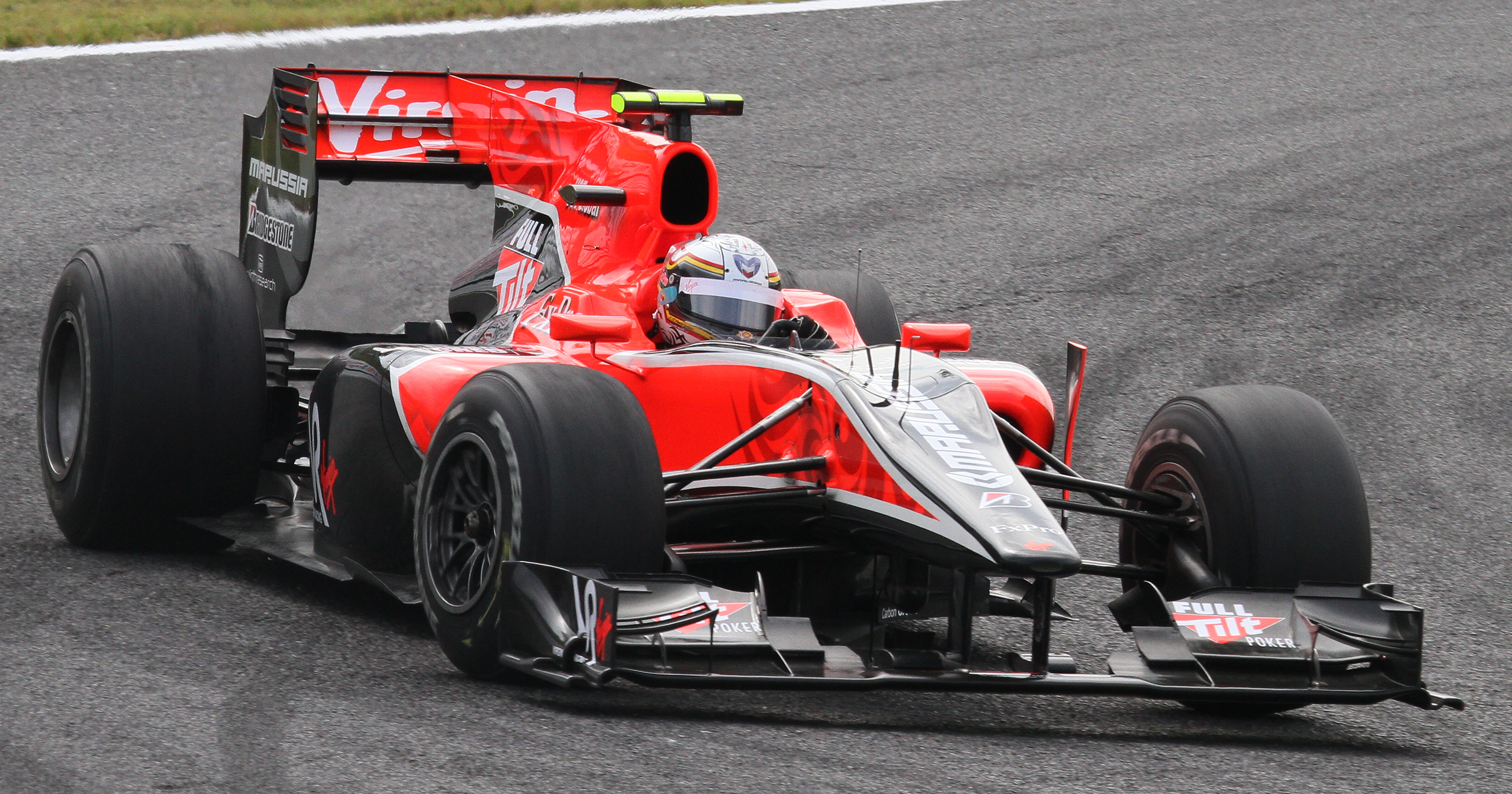
Für Virgin nahm D’Ambrosio am ersten freien Training in Japan 2010 teil

In der Formel-1-Saison 2010 war er ein Testfahrer des Renault-Teams. Während der Saison wurde er darüber hinaus zum Ersatzfahrer von Virgin Racing und nahm an vier Grand-Prix-Wochenenden am ersten freien Training teil. Außerdem ging er zunächst zusammen mit seinem Renault-Testfahrer-Kollegen Ho-Pin Tung für DAMS, die in denselben Farben wie Renault antraten, in der GP2-Serie 2010 an den Start. Am zweiten Rennwochenende auf dem Circuit de Monaco gelang ihm beim Sprintrennen sein erster GP2-Sieg. Mit dem ersten Sieg im 44. Rennen gehört er zu den GP2-Piloten, die am längsten auf ihren ersten Sieg warten mussten. Während D’Ambrosio in der ersten Saisonhälfte nur in Monaco Punkte erzielte und ansonsten nicht auf sich aufmerksam machte, schaffte es Romain Grosjean, der D’Ambrosio für ein Rennen vertrat, auf Anhieb schnelle Runden mit demselben Auto zu erzielen. Nach seiner Rückkehr fuhr D’Ambrosio regelmäßig im vorderen Feld mit und verpasste bei seinem Heimrennen in Spa-Francorchamps einen weiteren Sieg nur knapp. Er hatte von der Pole-Position startend die besten Chancen auf den Sieg, bevor er kurz vor Ende des Rennens mit technischen Problemen ausfiel. Er beendete die Saison schließlich auf dem zwölften Gesamtrang.

### Formel 1
2011 debütierte D’Ambrosio für Virgin als Teamkollege von Timo Glock in der Formel 1. Sein erstes Rennen in Australien beendete er auf dem 14. Platz. Im weiteren Verlauf der Saison gelang es ihm, dieses Ergebnis ein weiteres Mal zu wiederholen. D’Ambrosio schloss die Saison auf dem 24. Platz der Weltmeisterschaft ab. Damit lag er eine Position vor Glock, der jedoch im Rennduell mit 10:9 vor ihm lag und die Duelle im Qualifying deutlich mit 15:4 gewann. Beide Fahrer blieben ohne Punkte.
Für die Formel-1-Saison 2012 wurde D’Ambrosio durch Charles Pic ersetzt. Er wechselte zu Lotus und übernahm dort die Position des Test- und Ersatzfahrers. In dieser Funktion kam er beim Großen Preis von Italien zum Einsatz, da Stammpilot Romain Grosjean gesperrt war. Mit einem 13. Platz erzielte er seine bis dahin beste Platzierung in der Formel 1. 2013 blieb D’Ambrosio als Testfahrer bei Lotus.

### Blancpain Endurance Series und FIA-Formel-E-Meisterschaft
2014 startete D’Ambrosio zunächst im GT-Sport und erhielt bei M-Sport Bentley ein Cockpit in der Blancpain Endurance Series. Er beendete die Saison auf dem 17. Platz im Pro Cup. Darüber hinaus trat D’Ambrosio 2014/15 in der neugegründeten FIA-Formel-E-Meisterschaft für Dragon Racing an. Im ersten Rennen, dem Beijing ePrix, wurde er Sechster. Beim Berlin ePrix gewann D’Ambrosio erstmals in der Formel E. Er profitierte dabei von der Disqualifikation von Lucas di Grassi. Die letzten beiden Rennen in London beendete er beide auf dem zweiten Platz. In der Fahrerwertung wurde D’Ambrosio Vierter. 2015/16 blieb D’Ambrosio bei Dragon. Beim dritten ePrix in Punta del Este holte er die Pole-Position und wurde Dritter im Rennen. In Mexiko-Stadt gewann er, nachdem er sich im Rennen mit Sébastien Buemi eng duelliert hatte. Wie bei seinem ersten Formel-E-Sieg profitierte D’Ambrosio auch diesmal von einer Disqualifikation di Grassis. Beim letzten Saisonrennen, dem London ePrix erreichte er als Dritter erneut das Podest. Er beendete die Saison auf dem fünften Gesamtrang und setzte sich mit 83 zu 60 Punkten intern gegen seinen Teamkollegen Loïc Duval durch.

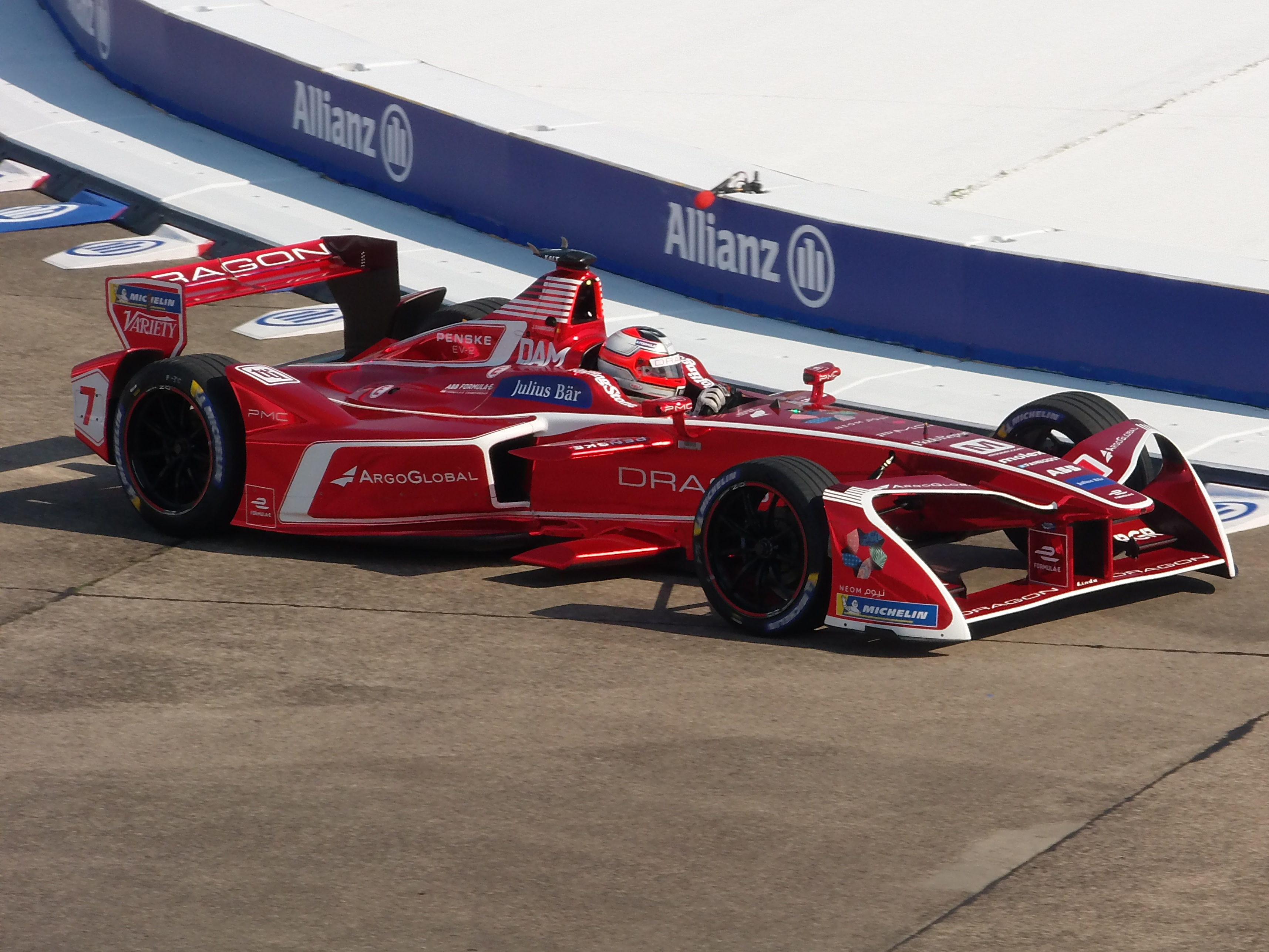
D’Ambrosio beim Berlin E-Prix 2018

In der FIA-Formel-E-Meisterschaft 2016/17 trat D’Ambrosio erneut für Dragon an. Am Saisonende belegte er den 18. Platz im Gesamtklassement.
2017/18 blieb D’Ambrosio bei Dragon. In Zürich feierte er mit dem dritten Platz sein erstes Podiumsresultat seit dem Saisonfinale 2015/16. Am Ende der Saison belegte er den 14. Platz in der Fahrerwertung.
2018/19 wechselte D’Ambrosio zu Mahindra Racing. Nach dem Sieg beim Marrakesch E-Prix übernahm er die Führung in der Gesamtwertung, konnte in der zweiten Saisonhälfte jedoch nicht mehr an die Leistungen anknüpfen. Er belegte er am Saisonende mit 67 Punkten den elften Platz in der Fahrerwertung.
Mit dem Ablauf der Rennsaison 2020 gab er den Rücktritt vom aktiven Rennsport bekannt.

### Karriere als Motorsportfunktionär
Nach seinem Rücktritt vom aktiven Rennsport wurde D’Ambrosio stellvertretender Teamchef bei Venturi. Ab der Saison 2021/22 übernahm er die Rolle des Teamchefs. 2023 wechselte er zum Mercedes AMG F1 Team mit einer Rolle im Nachwuchsprogramm. Seit Oktober 2024 ist er stellvertretender Teamchef bei der Scuderia Ferrari.

## Privatleben
In erster Ehe heiratete er 2013 das amerikanisch-chilenische Model Natalie „Natty“ Sifferman. Ihre zivile Trauung fand am 30. November statt. Danach folgte die kirchliche Hochzeit in La Hulpe, Belgien. Die Ehe wurde 2015 geschieden.
In zweiter Ehe heiratete D’Ambrosio am 20. Juli 2020 standesamtlich in Monaco Eleonore Habsburg-Lothringen, die Tochter von Karl Habsburg-Lothringen und Urenkelin von Karl I., dem letzten Kaiser von Österreich. Am 20. Oktober 2021 wurde das Paar Eltern eines Sohnes, der nach Otto von Habsburg ebenfalls Otto genannt wurde. Im April 2024 wurde bekannt, dass das Paar sein zweites Kind erwartet.
Jérôme D’Ambrosios Schwager ist der österreichische Automobilrennfahrer Ferdinand Zvonimir Habsburg-Lothringen.

## Statistik

### Karrierestationen
| - 2000–2002: Kartsport - 2003: Belgische Formel Renault 1.6 (Meister) - 2003: Formel König (Platz 4) - 2004: Französische Formel Renault (Platz 4) - 2004: Formel Renault 2.0 Eurocup (Platz 15) - 2005: Italienische Formel Renault (Platz 4) - 2005: Italienische Formel Renault, Winterserie (Platz 3) - 2005: Formel Renault 2.0 Eurocup (Platz 15) - 2005: Italienische Formel 3000, Light (Platz 6) - 2005: FIA-GT-Meisterschaft, G2 | - 2006: Formel Renault 3.5 (Platz 36) - 2006: Euroseries 3000 (Platz 5) - 2006: FIA-GT-Meisterschaft, GT2 - 2007: Internationale Formel Master (Meister) - 2008: GP2-Asia-Serie (Platz 11) - 2008: GP2-Serie (Platz 11) - 2008: International GT Open (Platz 32) - 2009: GP2-Asia-Serie (Platz 2) - 2009: GP2-Serie (Platz 9) - 2009: Formula Le Mans* 2010: GP2-Serie (Platz 12) | - 2010: Formel 1 (Testfahrer) - 2011: Formel 1 (Platz 24) - 2012: Formel 1 (Platz 23) - 2013: Formel 1 (Testfahrer) - 2014: Blancpain Endurance Series, Pro (Platz 17) - 2015: Formel E (Platz 4) - 2016: Formel E (Platz 5) - 2017: Formel E (Platz 18) - 2018: Formel E (Platz 14) - 2019: Formel E (Platz 11) - 2020: Formel E (Platz 16) |

### Statistik in der Formel-1-Weltmeisterschaft
Diese Statistik umfasst alle Teilnahmen des Fahrers an der Formel-1-Weltmeisterschaft.

#### Gesamtübersicht
| Saison | Team                   | Chassis       | Motor           | Rennen | Siege | Zweiter | Dritter | Poles | schn. Rennrunden | Punkte | WM-Pos. |
| ------ | ---------------------- | ------------- | --------------- | ------ | ----- | ------- | ------- | ----- | ---------------- | ------ | ------- |
| 2011   | Marussia Virgin Racing | Virgin MVR-02 | Cosworth 2.4 V8 | 19     | –     | –       | –       | –     | –                | –      | 24.     |
| 2012   | Lotus F1 Team          | Lotus E20     | Renault 2.4 V8  | 1      | –     | –       | –       | –     | –                | –      | 23.     |
| Gesamt | Gesamt                 | Gesamt        | Gesamt          | 20     | –     | –       | –       | –     | –                | –      |         |

#### Einzelergebnisse
| Saison | 1   | 2  | 3  | 4  | 5  | 6  | 7  | 8  | 9  | 10 | 11 | 12  | 13 | 14 | 15 | 16 | 17  | 18 | 19 | 20 |
| ------ | --- | -- | -- | -- | -- | -- | -- | -- | -- | -- | -- | --- | -- | -- | -- | -- | --- | -- | -- | -- |
| 2011   |     |    |    |    |    |    |    |    |    |    |    |     |    |    |    |    |     |    |    |    |
| 14     | DNF | 20 | 20 | 20 | 15 | 14 | 22 | 17 | 18 | 19 | 17 | DNF | 18 | 21 | 20 | 16 | DNF | 19 |    |    |
| 2012   |     |    |    |    |    |    |    |    |    |    |    |     |    |    |    |    |     |    |    |    |
|        |     |    |    |    |    |    |    |    |    |    |    | 13  |    |    |    |    |     |    |    |    |

| Legende  | Legende            | Legende                                                          |
| Farbe    | Abkürzung          | Bedeutung                                                        |
| -------- | ------------------ | ---------------------------------------------------------------- |
| Gold     | –                  | Sieg                                                             |
| Silber   | –                  | 2. Platz                                                         |
| Bronze   | –                  | 3. Platz                                                         |
| Grün     | –                  | Platzierung in den Punkten                                       |
| Blau     | –                  | Klassifiziert außerhalb der Punkteränge                          |
| Violett  | DNF                | Rennen nicht beendet (did not finish)                            |
| Violett  | NC                 | nicht klassifiziert (not classified)                             |
| Rot      | DNQ                | nicht qualifiziert (did not qualify)                             |
| Rot      | DNPQ               | in Vorqualifikation gescheitert (did not pre-qualify)            |
| Schwarz  | DSQ                | disqualifiziert (disqualified)                                   |
| Weiß     | DNS                | nicht am Start (did not start)                                   |
| Weiß     | WD                 | zurückgezogen (withdrawn)                                        |
| Hellblau | PO                 | nur am Training teilgenommen (practiced only)                    |
| Hellblau | TD                 | Freitags-Testfahrer (test driver)                                |
| ohne     | DNP                | nicht am Training teilgenommen (did not practice)                |
| ohne     | INJ                | verletzt oder krank (injured)                                    |
| ohne     | EX                 | ausgeschlossen (excluded)                                        |
| ohne     | DNA                | nicht erschienen (did not arrive)                                |
| ohne     | C                  | Rennen abgesagt (cancelled)                                      |
| ohne     | keine WM-Teilnahme |                                                                  |
| sonstige | P/fett             | Pole-Position                                                    |
| sonstige | 1/2/3/4/5/6/7/8    | Punktplatzierung im Sprint-/Qualifikationsrennen                 |
| sonstige | SR/kursiv          | Schnellste Rennrunde                                             |
| sonstige | *                  | nicht im Ziel, aufgrund der zurückgelegten Distanz aber gewertet |
| sonstige | ()                 | Streichresultate                                                 |
| sonstige | unterstrichen      | Führender in der Gesamtwertung                                   |

### Einzelergebnisse in der FIA-Formel-E-Meisterschaft
| Jahr    | Team                         | 1   | 2    | 3    | 4   | 5   | 6   | 7   | 8   | 9    | 10  | 11  | 12  | 13  | 14 | 15 | 16 | Punkte | Rang |
| ------- | ---------------------------- | --- | ---- | ---- | --- | --- | --- | --- | --- | ---- | --- | --- | --- | --- | -- | -- | -- | ------ | ---- |
| 2014/15 | Dragon Racing                | BEI | PUT  | PUN  | BUE | MIA | LBH | MON | BER | MOS  | LON | LON |     |     |    |    |    | 113    | 4.   |
| 2014/15 | Dragon Racing                | 6   | 5    | 8    | 14  | 4   | 6   | 5   | 1   | (11) | 2   | 2   |     |     |    |    |    | 113    | 4.   |
| 2015/16 | Dragon Racing                | BEI | PUT  | PUN  | BUE | MEX | LBH | PAR | BER | LON  | LON |     |     |     |    |    |    | 83     | 5.   |
| 2015/16 | Dragon Racing                | 5   | *14* | 3    | 16  | 1   | °7° | 11  | 16  | 8    | 3   |     |     |     |    |    |    | 83     | 5.   |
| 2016/17 | Faraday Future Dragon Racing | HKG | MAR  | BUE  | MEX | MON | PAR | BER | BER | NYC  | NYC | MTR | MTR |     |    |    |    | 13     | 18.  |
| 2016/17 | Faraday Future Dragon Racing | 7   | 13   | 8    | 14  | DNF | DNF | 13  | 13  | DNF  | 10  | 11  | 9   |     |    |    |    | 13     | 18.  |
| 2017/18 | Dragon Racing                | HKG | HKG  | MAR  | SAN | MEX | PUN | ROM | PAR | BER  | ZÜR | NYC | NYC |     |    |    |    | 27     | 14.  |
| 2017/18 | Dragon Racing                | NC  | 15   | 15   | 8   | 11  | 9   | 7   | 12  | 19   | 3   | 13  | DNF |     |    |    |    | 27     | 14.  |
| 2018/19 | Mahindra Racing              | DIR | MAR  | SAN  | MEX | HKG | SAY | ROM | PAR | MCO  | BER | BRN | NYC | NYC |    |    |    | 67     | 11.  |
| 2018/19 | Mahindra Racing              | 3   | 1    | °10° | 4   | DNF | 6   | 8   | 17* | 11   | 17  | 13  | 9   | 11  |    |    |    | 67     | 11.  |
| 2019/20 | Mahindra Racing              | DIR | DIR  | SAN  | MEX | MAR | BER | BER | BER | BER  | BER | BER |     |     |    |    |    | 19     | 16.  |
| 2019/20 | Mahindra Racing              | 9   | DNS  | NC   | 10  | 13  | 5   | DSQ | 7   | 15   | 16  | 18  |     |     |    |    |    | 19     | 16.  |

| Legende                      | Legende       | Legende                                                                 |
| Farbe                        | Abkürzung     | Bedeutung                                                               |
| ---------------------------- | ------------- | ----------------------------------------------------------------------- |
| Gold                         | —             | Sieger                                                                  |
| Silber                       | —             | 2. Platz                                                                |
| Bronze                       | —             | 3. Platz                                                                |
| Grün                         | —             | Platzierung in den Punkten                                              |
| Blau                         | —             | Klassifiziert außerhalb der Punkteränge                                 |
| Violett                      | DNF           | Rennen nicht beendet                                                    |
| Violett                      | NC            | nicht klassifiziert                                                     |
| Rot                          | DNQ           | nicht qualifiziert                                                      |
| Schwarz                      | DSQ           | disqualifiziert                                                         |
| Weiß                         | DNS           | nicht am Start                                                          |
| Weiß                         | WD            | zurückgezogen                                                           |
| Weiß                         | C             | Rennen abgesagt                                                         |
| Blanko                       |               | nicht teilgenommen                                                      |
| Blanko                       | DNP           | gemeldet, aber nicht teilgenommen                                       |
| Blanko                       | INJ           | verletzt oder krank                                                     |
| Blanko                       | EX            | ausgeschlossen                                                          |
| sonstige Formate und Zeichen | P/fett        | Pole-Position                                                           |
| sonstige Formate und Zeichen | kursiv        | Schnellste Rennrunde (ab 2017/18: Schnellste Rennrunde der ersten Zehn) |
| sonstige Formate und Zeichen | unterstrichen | Führender in der Gesamtwertung                                          |
| sonstige Formate und Zeichen | °             | FanBoost                                                                |
| sonstige Formate und Zeichen | *             | nicht im Ziel, aufgrund der zurückgelegten Distanz aber gewertet        |
| sonstige Formate und Zeichen | ( )           | Streichresultat                                                         |